# Radical 106
Le radical 106, qui signifie blanc, est un des 23 des 214 radicaux chinois répertoriés dans le dictionnaire de Kangxi composés de cinq traits.
Le caractère Unicode de 白 est 767D.

## Caractères avec le radical 106
| nombre de traits          | caractères           |
| ------------------------- | -------------------- |
| Sans trait supplémentaire | 白                   |
| 1 traits supplémentaires  | 百 癿                |
| 2 traits supplémentaires  | 皀 皁 皂 皃          |
| 3 traits supplémentaires  | 的                   |
| 4 traits supplémentaires  | 皅 皆 皇 皈          |
| 5 traits supplémentaires  | 皉 皊 皋 皌 皍       |
| 6 traits supplémentaires  | 皎 皏 皐 皑          |
| 7 traits supplémentaires  | 皒 皓 皔 皕 皖 皗 皘 |
| 8 traits supplémentaires  | 皙                   |
| 10 traits supplémentaires | 皚 皛 皜 皝 皞       |
| 11 traits supplémentaires | 皟 皠 皡             |
| 12 traits supplémentaires | 皢 皣 皤 皥          |
| 13 traits supplémentaires | 皦 皧 皨             |
| 14 traits supplémentaires | 皩                   |
| 15 traits supplémentaires | 皪 皫                |
| 16 traits supplémentaires | 皬                   |
| 18 traits supplémentaires | 皭                   |